# Do Re Mi
Do Re Mi foi a canção que representou a Noruega no Festival Eurovisão da Canção 1983, cantada em norueguês por Jahn Teigen e acompanhado por um coro feminino do qual fazia parte a famosa cantora norueguesa Anita Skorgan.
O tema tinha letra de Jahn Teigen e Herodes Falsk, música de Anita Skorgan e Jahn Teigen e foi orquestrada por Sigurd Jansen.
A canção é baseada na simples brincadeira de fazer música, com Teigen cantando acerca do som da escala musical. Teigen impulsiona os seus ouvintes a combinar as suas vozes e cantarem juntos a familiar oitava (Dó Ré Mi Fá Só Lá Si.
A canção norueguesa foi a segunda a ser interpretada na noite do festival, a seguir à francesa "Vivre" interpretada por Guy Bonnet e antes da canção britânica I'm Never Giving Up" , interpretada pela banda Sweet Dreams. No final da votação, a canção norueguesa recebeu 53 pontos e classificou-se em 9.º lugar (entre 20 países participantes.